# Craiovești
Craiovești – bojarski ród wołoski, który w XVI w. odgrywał dominującą rolę w Oltenii (piastując dziedzicznie - niekiedy w linii żeńskiej - tytuł bana Oltenii), a z którego wywodziło się kilku hospodarów Wołoszczyzny. Nazwa rodu wywodzi się od głównej siedziby rodowej - miasta Krajowa (rum. Craiova).
Początki jego potęgi położył w drugiej połowie XV w. Neagoe, ban Strehaia. Jego czterej synowie pełnili ważne funkcje na dworze wołoskim, a wnuk Neagoe Basarab, został hospodarem Wołoszczyzny. Po tron wołoski sięgnęli także Radu Șerban i jego potomkowie, blisko spokrewnieni z Craiovești i pozostający pod ich kontrolą. Ród osiągnął duże bogactwo i faktyczną niezależność od kolejnych hospodarów w swoich olteńskich dobrach, prowadził też własną politykę zagraniczną (jego przedstawiciele m.in. administrowali osmańskim wówczas Widyniem).
Gałęzią rodu była rodzina Brâncovenești, która ponownie sięgnęła po tron hospodarki, najpierw w połowie XVII w. (Mateusz Basarab), a potem na przełomie XVII i XVIII w. (jeden z wybitniejszych hospodarów wołoskich, Konstantyn Brâncoveanu). Po śmierci tego ostatniego rozpoczęła się jednak epoka rządów hospodarów fanariockich i rodzime rody bojarskie odsunięto od tronu hospodarskiego, o ile te nie zhellenizowały się.
Przedstawiciele rodu Brâncovenești pozostali jednak obecni w życiu politycznym Wołoszczyzny w XVIII i XIX w., pełniąc niekiedy istotne funkcje rządowe (np. ban Grigore Brâncoveanu stał na czele rady regencyjnej w 1821).